# Јевстатије Мцхетски
Свети мученик Јевстатије Мцхетски је хришћански светитељ. Био је Персијанац, из села Арбукета. У својој 30 години дошао у град Мцхет, и ту видећи како хришћани живе и верују примио крштење. Мучен је због вере у Исуса Христа и посечен у Тифлису 589. године. Његове мошти почивају у саборној цркви у Мцхету. У хришћанској традицији помиње се да су на његовом гробу многи верници оздравили од болести.
Српска православна црква слави је 29. јула по црквеном, а 11. августа по грегоријанском календару.